# Pastisseria Fidel Serra
La Pastisseria Fidel Serra és una obra modernista d'Igualada (Anoia) protegida com a Bé Cultural d'Interès Local.

## Descripció
Edifici entre mitgeres amb la façana modernista. La façana parteix d'una simetria donada per tres eixos d'obertures. La part més interessant la trobem al tercer pis on les obertures són flanquejades per unes columnes de capitells jònics suportants uns timpans ondulats, l'interior dels quals és decorat amb uns esgrafiats policromats, i les baranes de forja.